# ティムナ・ネルソン＝レヴィ

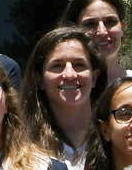

ティムナ・ネルソン＝レヴィ（Timna Nelson Levy 1994年7月7日- ）はイスラエル出身の柔道選手。階級は57kg級。

## 経歴
2014年の世界ジュニア57kg級で5位になった。2016年のヨーロッパ選手権では3位だった。2018年のグランプリ・アガディールでIJFワールド柔道ツアー初優勝を果たした。2019年には地元で開催されたグランプリ・テルアビブで優勝した。2021年のグランドスラム・テルアビブでは決勝でフランスのサラ＝レオニー・シジクに一本勝ちして優勝した。7月に日本武道館で開催された東京オリンピックでは準々決勝で元世界チャンピオンの芳田司に技ありで敗れるなどして7位だった。東京オリンピック混合団体では準々決勝のフランス戦で個人戦で2位になったシジクに一本勝ちするもチームは敗れるが、その後の敗者復活戦でロシアオリンピック委員会戦に勝利して3位になった。2022年のヨーロッパ選手権では決勝でシジクを技ありで破って優勝した。
IJF世界ランキングは4013ポイント獲得で5位(25/2/17現在)。

## 主な戦績
- 2014年 - 世界ジュニア　5位
- 2016年 - ヨーロッパ選手権　3位
- 2017年 - グランドスラム・バクー　3位
- 2017年 - グランプリ・アンタルヤ　2位
- 2017年 - グランプリ・タシュケント　2位
- 2018年 - グランプリ・アガディール　優勝
- 2018年 - グランプリ・トビリシ　3位
- 2018年 - グランプリ・カンクン　3位
- 2018年 - グランドスラム・アブダビ　3位
- 2019年 - グランプリ・テルアビブ　優勝
- 2019年 - グランプリ・マラケシュ　3位
- 2019年 - グランプリ・モントリオール　3位
- 2020年 - グランドスラム・ブダペスト　3位
- 2021年 - ワールドマスターズ　5位
- 2021年 - グランドスラム・テルアビブ　優勝
- 2021年 - 東京オリンピック　7位
- 2021年 - 東京オリンピック混合団体　3位
- 2021年 -　グランドスラム・アブダビ 3位
- 2022年 -　グランドスラム・テルアビブ　3位
- 2022年 -　グランドスラム・アンタルヤ　3位
- 2022年 -　ヨーロッパ選手権　優勝
- 2022年 -　グランドスラム・ウランバートル　3位
- 2022年 -　グランドスラム・ブダペスト 3位
- 2022年 - 世界選手権　5位
- 2022年 -　世界団体　3位
- 2023年 -　グランドスラム・パリ　5位
- 2023年 -　グランドスラム・テルアビブ　3位
- 2023年 -　グランドスラム・バクー　3位
- 2023年 -　グランドスラム・東京　5位
- 2023年 -　ヨーロッパオープン選手権 2位
- 2024年 -　ヨーロッパ選手権 3位
- 2024年 - 世界選手権　5位
- 2025年 - グランドスラム・パリ　2位
- 2025年 - グランドスラム・タシケント　3位

(出典)